# Lear (opéra)
Pour les articles homonymes, voir Lear.
Lear est un opéra en deux parties du compositeur allemand Aribert Reimann sur un livret de Claus H. Henneberg, d'après le drame Le Roi Lear de William Shakespeare, créé en 1978 à Munich. L'histoire de l'opéra suit le récit de la tragédie du dramaturge anglais.

## Historique
Souhaitant interpréter le rôle de Lear, le grand baryton Dietrich Ficher-Dieskau sollicite d'abord Benjamin Britten avant de se tourner vers le compositeur allemand Aribert Reimann pour créer ce rôle. Ce dernier refuse dans un premier temps, et ce n'est qu'après la commande effectuée en 1975 par le Bayerische Staatsoper de Munich qu'Aribert Reimann accepte et commence la composition. Le librettiste de Lear a par ailleurs déjà travaillé avec le compositeur, écrivant le livret de son premier opéra, Mélusine, créé en 1971.
L'opéra est créé le 9 juillet 1978 au Nationaltheater de Munich sous la direction de Gerd Albrecht sur une mise en scène de Jean-Pierre Ponnelle, avec Dietrich Fischer-Dieskau dans le rôle-titre et l'Orchestre de l'Opéra de Bavière, ainsi que Julia Varady, Helga Dernesch. La création de cet ouvrage, qui obtient un grand succès, est perçu comme un événement majeur de la scène lyrique contemporaine à l'époque.
Un enregistrement intégral a lieu durant les premières représentations, et est publié par Deutsche Grammophon en trois disques. La première française a eu lieu en 1982 à l'Opéra national de Paris dans une version traduite par Antoinette Becker. En 2016 une nouvelle production voit le jour au Palais Garnier avec une mise en scène de Calixto Bieito et sous la direction de Fabio Luisi.

## Description
Le livret est composé de deux parties qui sont distribuées en quatre et sept scènes, parfois séparées par un interlude. Le librettiste concentre l'histoire du drame en laissant une belle part aux situations d'affrontements. La partition se fonde, elle, sur le style dodécaphonique.

### Résumé
En Écosse, au Moyen Âge, le Roi Lear, las de régner, partage son royaume entre ses trois filles, Goneril, Cordelia et Regan.

### Distribution
| Rôle                                                                     | Classification vocale | Créateur (9 juillet 1978) |
| ------------------------------------------------------------------------ | --------------------- | ------------------------- |
| Le roi Lear                                                              | baryton               | Dietrich Fischer-Dieskau  |
| Goneril, fille de Lear                                                   | soprano dramatique    | Helga Dernesch            |
| Regan, fille de Lear                                                     | soprano               | Colette Lorand            |
| Cordelia, fille de Lear                                                  | soprano               | Júlia Várady              |
| Duc d'Albany                                                             | baryton               | Hans Wilbrink             |
| Duc de Cornwall                                                          | ténor                 | Georg Paskuda             |
| Un Fou                                                                   | rôle parlé            | Rolf Boysen               |
| Roi de France                                                            | baryton-basse         | Karl Helm                 |
| Duc de Gloucester                                                        | baryton-basse         | Hans Günter Nöcker        |
| Edgar, fils du Duc de Gloucester                                         | ténor/contreténor     | David Knutson             |
| Edmund, fils illégitime du Duc de Gloucester                             | ténor                 | Werner Götz               |
| Comte de Kent                                                            | ténor                 | Richard Holm              |
| Un serviteur                                                             | ténor                 | Markus Goritzki           |
| Un chevalier                                                             | rôle parlé            | Gerhard Auer              |
| Chœur : serviteurs, gardes, soldats, le cortège de Lear et de Gloucester |                       |                           |

### Instrumentation
| Cordes |
| premiers violons, seconds violons, altos, violoncelles, contrebasses, 2 harpes                                                     |
| Bois |
| 3 flûtes (toutes jouant aussi du piccolo), 1 hautbois, 1 cor anglais, 2 clarinettes, 1 clarinette basse, 2 bassons, 1 contrebasson |
| Cuivres |
| 6 cors, 4 trompettes, 3 trombones, 1 tuba                                                                                          |
| Percussions |
| 2 timbales (sol et do) |